# 托爾金傳
《托爾金傳》（英語：Tolkien）是一部2019年上映的美國傳記電影，由多梅·卡魯科斯基執導，大衛·格里森與史蒂文·贝雷斯福德編寫劇本，主要演員包括尼古拉斯·霍尔特、莉莉·柯林斯和湯姆·格林-卡尼等人。主要描述英國作家J·R·R·托爾金在一戰後的愛情、友情與藝術創作歷程。

## 劇情
J·R·R·托爾金（J. R. R. Tolkien）和他的兄弟希拉里（Hilary）年幼的孩子由喪偶母親撫養長大，得到了當地牧師弗朗西斯神父的幫助，由於經濟困難，弗朗西斯神父必須將他們從家裡搬到伯明罕的小公寓。他們的母親非常支持和關懷他們，晚上在壁爐旁為他們朗誦冒險和神秘的故事。然而，她生病了，有一天放學回家後，托爾金發現她癱倒在椅子上，死了。法蘭西斯神父成為男孩們的法定監護人，並最終找到了一位好心的富婆，她同意收留他們，在他們繼續童年教育的同時為他們提供食宿。在那裡，托爾金遇到了伊迪絲·布拉特，她是這位女士唯一的另一位受監護人。托爾金喜歡伊迪絲，他欣賞伊迪絲的鋼琴演奏，兩人成為了朋友。
在學校裡，托爾金立刻展現出語言天賦，遭到了競爭對手羅伯特·吉爾森的粗暴對待。當這兩個男孩打架時，校長（羅伯特的父親）命令他們在學期剩餘的時間裡一直待在一起。雖然兩人一開始都對這項任務感到不滿，但托爾金很快就被羅伯特的小朋友圈接納，四人——托爾金、吉爾森、克里斯托弗·懷斯曼和杰弗裡·史密斯— —形成了親密的友誼，即“茶俱樂部和巴羅維亞協會”，隨著時間的推移而成長，即使他們就讀於不同的大學。與此同時，托爾金繼續與伊迪絲保持友誼，並愛上了她。法蘭西斯神父發現了他們的關係，並認識到這影響了托爾金的成績，因此禁止他在監護下追求她。托爾金心煩意亂，不想失去牧師對學業的經濟支持。他將這次談話與伊迪絲聯繫起來，承諾當他年滿 21 歲（成年年齡）時，他們就能在一起，但她卻結束了這段關係。一天晚上，托爾金在半夜叫醒了他的整個學校——牛津大學，當時他喝醉了，走到草坪上，用他發明的多種語言中的一種大喊大叫。幾位教授從窗戶對他大喊大叫，直到托爾金倒在史密斯的懷裡哭泣，並告訴史密斯伊迪絲寫信給他，告訴他她訂婚了。
托爾金在牛津大學處境艱難，但卻引起了著名語言學家約瑟夫·賴特教授的注意。托爾金意識到語言才是他真正的熱情，並報名參加了賴特的課程。第一次世界大戰爆發後，他和他的朋友都應徵入伍。在托爾金離開之前，他在人群中找到了伊迪絲，伊迪絲意識到她仍然愛著托爾金。她決定解除與另一個男人的婚約，兩人宣布彼此相愛，並在托爾金離開前親吻了對方。在索姆河戰役中，患有戰壕熱的托爾金去尋找史密斯，確信史密斯在呼喚他，但卻找不到他並昏倒在地。幾週後，他在醫院醒來，伊迪絲在他身邊，發現史密斯和吉爾森已經被殺。懷斯曼倖存下來，但受到了創傷。
多年後，托爾金和伊迪絲結婚並育有四個孩子，托爾金本人現在是牛津大學的教授。在影片的結尾，他受到啟發，寫下了《哈比人》著名的開場白……“在地上的一個洞裡，住著一個哈比人。”

## 演員
- 尼古拉斯·霍尔特 飾 J·R·R·托爾金[7]
- 莉莉·柯林斯 飾 伊迪絲·托爾金（Edith Tolkien），托爾金的妻子，也是他創作的靈感源泉[8][9]
- 湯姆·格林-卡尼 飾 克里斯托弗·韋斯曼（Christopher Wiseman），托爾金的朋友之一[10]
- 派屈克·吉布森（英语：Patrick Gibson (actor)） 飾 羅伯·吉爾森
- 安東尼·博伊爾（英语：Anthony Boyle） 飾 傑弗里·巴赫·史密斯
- 寇姆·明尼（英语：Colm Meaney） 飾 法蘭西斯·摩根神父，托爾金的監護人
- 克雷格·羅伯茨（英语：Craig Roberts） 飾 山姆[11][12]
- 潘·費莉斯（英语：Pam Ferris） 飾 福克納夫人

## 製作
2013年福斯探照燈影業和徹寧娛樂公司正在籌備一部由大衛·格里森編劇、以《哈比人》與《魔戒》作者托爾金為主題的傳記電影。2017年7月，芬蘭籍導演多梅·卡魯科斯基被聘請執導本片。
本片的主體拍攝於2017年10月開始，並在2017年12月14日結束。

## 發行
2019年2月12日，本片的正式預告片發布。
該片定於2019年5月10日在北美地區上映。
由于福斯于2019年3月被迪士尼并购，该片也改由華特迪士尼工作室電影负责全球发行。

## 外部連結
- 互联网电影数据库（IMDb）上《托爾金傳》的资料（英文）
- 豆瓣上《托爾金傳 （页面存档备份，存于）》的資料
- 时光网上《托爾金傳》的資料（简体中文）
- 開眼電影網上《托爾金傳 （页面存档备份，存于）》的資料